# Palacio de Justicia del Condado de Washoe
El Palacio de Justicia del condado de Washoe, en 117 S. Virginia St. en Reno, Nevada, fue construido en 1910. Es importante por desempeñar un papel en la industria del divorcio en Nevada durante la primera mitad del siglo XX, cuando el divorcio era legal en Nevada y se promulgaron requisitos liberales de residencia, mientras que el divorcio era mucho más difícil en otros lugares. En 1931, se procesaron más de 4800 divorcios en el norte de Nevada, la mayoría procesados a través de este juzgado; era económicamente importante, con 5 millones de dólares gastados por año en Reno por partes que se divorciaban.
El edificio es un reemplazo de un palacio de justicia anterior en el sitio y fue construido por 250 000 dólares durante entre 1910 y 1911. Es una obra de renacimiento clásico que fue la primera comisión "en solitario" del arquitecto de Nevada Frederic J. DeLongchamps . El edificio también es significativo por su largo papel en el gobierno de Reno. Fue incluido en el Registro Nacional de Lugares Históricos (NRHP) en 1986.